# Šakal čabrakový
Šakal čabrakový (Lupulella mesomelas, dříve Canis mesomelas) je druh z čeledi psovitých. Ze všech druhů šakalů je tento nejrozšířenější. Přesto však obývá výhradně východní a jižní Afriku.

## Atributy
- Výška v kohoutku: 30–50 cm
- Velikost: 70–130 cm
- Hmotnost: 6–14 kg
- Délka života: v přírodě okolo 7 let, v zajetí až 14 let
- Doba březosti: 60 dní
- Název ve svahilštině: Bweha

## Vzhled
Barva srsti je hnědá, na hřbetě a ocasu černá (odtud anglický název black-backed jackal).
Šakal je poměrně malý, štíhlý, s dlouhýma nohama a protáhlým čenichem. Ocas je huňatý a plochý.
Šakal se pohybuje charakteristickým klusem.

## Životní styl
Šakal čabrakový žije v párech, které si vytváří na celý život. Pár samozřejmě tvoří jedinci opačného pohlaví. Tito dva partneři mají společné teritorium, které dává tušit ostatním šakalům, že „tady již není místo“. Pokud přesto nějaký vetřelec vstoupí do již označkovaného teritoria, přijde s ním soupeřit vždy ten z páru, který má stejné pohlaví jako vetřelec.
Mláďat má většinou 4–6, ale může být i víc. O nově narozená mláďata se starají oba rodiče a dokonce i odrostlí potomci z předešlých vrhů (tzv. „helpers“). Mladí i rodiče si rádi a často hrají, hierarchie je zde formou rodiny. Samec je zpravidla robustnější než samice a spolu s ní tvoří hlavu „smečky“ (rodiny).
Šakali s malými mláďaty často mění nory, aby zajistili potomkům co největší bezpečí. Dospělí šakali nejsou predátory nijak zvlášť ohrožováni, ale mláďatům hrozí nebezpečí například od dravých ptáků.
Šakal je všežravec, živí se převážně mršinami, nepohrdne však ani ovocem nebo, pokud rodí větší zvířata, může si pochutnat na čerstvě vyšlé placentě. Z hlediska člověka je šakal škůdce, protože v blízkosti lidských obydlí napadá drůbež. Pokud loví větší zvířata, nikdy ne sám. S partnerem nebo ve smečce je schopen ulovit například antilopu. Jinak se rád přiživí na kořisti velkých predátorů. Pokud jde o „hlídání“ teritoria, nemá striktně vyznačené cesty, ani dobu, kdy chodí a pátrá po potravě.
Hra se šakalem, který není členem smečky, probíhá následovně: Jeden z aktérů přinese větev nebo kousek trusu, o kterou se šakali následně přetahují, čímž dají nenásilnou cestou najevo, kdo je silnější. Tomu předchází jakýsi uvítací obřad, kdy jeden ze šakalů položí druhému packu na rameno a ten druhý jej šťouchne zadkem do hřbetu. To se může několikrát opakovat.
Po skončení doby rozmnožování žijí ve společném teritoriu oba partneři odděleně a potkávají se jen sporadicky při „pochůzkách“. Odrostlí jedinci, kteří si ještě nenašli partnera a nevyznačili teritorium, žijí ve smíšených smečkách vrstevníků. Pokud to je možné, šakal své teritorium nemění.

## Komunikace
Komunikace bývá zpravidla velmi hlučná. Kromě různých postojů a mimických prvků totiž šakali hodně vyjí a štěkají. Egypťané věřili, že šakalí vytí věští smrt. Egyptský bůh se šakalí hlavou, Anubis, je strážcem podsvětí.